# Distrikt La Cruz
Der Distrikt La Cruz  ist einer der 6 Distrikte der Provinz Tumbes in der Region Tumbes im äußersten Nordwesten von Peru. Der Distrikt wurde am 18. Juni 1962 gegründet. Auf 65,23 km² Fläche lebten beim Zensus 2017 9507 Einwohner. Im Jahr 1993 lag die Einwohnerzahl bei 6769, im Jahr 2007 bei 8090. Verwaltungssitz ist die Küstenstadt Caleta Cruz mit 9015 Einwohnern (Stand 2017). Caleta Cruz liegt 16 km südwestlich der Provinz- und Regionshauptstadt Tumbes.
Der Distrikt La Cruz liegt am Pazifischen Ozean im Westen der Provinz Tumbes. An der Küste gibt es mehrere Badestrände. Die Nationalstraße 1N (Panamericana) verläuft entlang der Küste von Tumbes nach Zorritos. Der Distrikt La Cruz grenzt im Nordosten an den Distrikt Corrales, im Südosten an den Distrikt San Jacinto sowie im Südwesten an den Distrikt Zorritos (Provinz Contralmirante Villar).